# 羅托洛峰
羅托洛峰（英語：Ruotolo Peak）是南極洲的山峰，位於瑪麗伯德地，處於格里菲斯冰川北岸，海拔高度2,490米，美國地質調查局根據測量和美國海軍拍攝的空中照片繪入地圖，現時由南極條約體系管理。